# Serling Tsho
| Tibetische Bezeichnung                                  |
| ------------------------------------------------------- |
| Tibetische Schrift: སེར་གླིང་མཚོ                            |
| Wylie-Transliteration: ser gling mtsho                  |
| Offizielle Transkription der VRCh: Sêrling Co           |
| THDL-Transkription: Serlingtso                          |
| Andere Schreibweisen: Siling Co, Silingtso, Selling-tso |
| Chinesische Bezeichnung                                 |
| Traditionell: 色林錯                                    |
| Vereinfacht: 色林错                                     |
| Pinyin:Sèlín Cuò                                        |

Der Serling Tsho (tib.: ser gling mtsho, tibetisch: སེར་གླིང་མཚོ, Sêrling Co) ist der zweitgrößte See des Autonomen Gebietes Tibet in der Volksrepublik China.

## Lage
Der Serling Tsho liegt auf 4530 Metern Seehöhe, nördlich des Gang Tise-Gebirges, an der Grenze der Kreise Pelgön (班戈县/དཔལ་མགོན་རྫོང་) und Shentsa (申扎县/ཤན་རྩ་རྫོང་) im Regierungsbezirk Nagchu, erstreckt sich von Westen nach Osten über 72 Kilometer, von Norden nach Süden über 22,8 Kilometer, hat eine Fläche von 1640 Quadratkilometern und ist bis zu 33 Meter tief. Der Serling Tsho ist ein Salzsee. Er wird von den Flüssen Za’gya Tsangpo (扎加藏布) und dem Boqu Tsangpo (波曲藏布) gespeist.

## Geschichte
Im frühen und mittleren Pleistozän bildete der Serling Tsho zusammen mit dem heutigen Namtsho und anderen Seen eine gemeinsame Wasserfläche von 29.800 Quadratkilometern. Im späten Pleistozän vor 30.000 Jahren verringerte sich die Wasserfläche, so dass der heutige Dung Tsho und Nag Tsho entstanden. Vor 16.000 Jahren wurde der Bangkog Tsho vom Serling Tsho getrennt. Vor 5200 bis 3600 Jahren wurde die Wasserfläche des Bangkog Tsho in drei kleinere Seen getrennt.

## Klima
Die Temperatur am See beträgt im Jahresdurchschnitt −3 bis −0,6 °C, die Jahreshöchsttemperatur 9,4 °C, das niedrigste Monatsmittel im Januar −16 °C, wobei die Temperaturen durchaus auf −40 °C fallen können. Der See friert im Winter daher ganz zu. Eisschollen können bis Ende Mai auf dem See treiben, in den Sommermonaten ist der See jedoch eisfrei. Die Niederschläge betragen durchschnittlich 290 Millimeter pro Jahr, 90 Prozent davon fallen in den Monaten Juni bis September, im Sommer häufig als Hagel.

## Nutzung
Der Serling Tsho liegt in einem nationalen Naturschutzgebiet. Im See kommt nur eine einzige Fischart vor, Gymnocypris selincuoensis; sie wird von Fischern genutzt. Die Steppe an den Ufern des Sees dient traditionell als Weidefläche für Jaks und Schafe.